# AAA-Saison 1955
Die AAA-Saison 1955 war die 34. Meisterschaftssaison im US-amerikanischen Formelsport. Sie begann am 30. Mai mit dem Indianapolis 500 und endete am 6. November in Phoenix. Bob Sweikert sicherte sich den Titel. Am 3. August 1955 gab die AAA bekannt, dass sie ab dem kommenden Jahr keine Motorsportrennen mehr veranstalten werde. Als Gründe wurden unter anderem der Unfall beim 24-Stunden-Rennen von Le Mans 1955 und der Tod Bill Vukovichs beim Indy 500 angegeben.

## Rennergebnisse
| Nr. | Datum         | Veranstaltung (Rennstrecke)                                          | Meilen | Sieger         | Siegerteam               |
| --- | ------------- | -------------------------------------------------------------------- | ------ | -------------- | ------------------------ |
| 1   | 30. Mai       | International 500 Mile Sweepstakes (Indianapolis Motor Speedway) (O) | 500    | Bob Sweikert   | Kurtis Kraft-Offenhauser |
| 2   | 5. Juni       | Rex Mays Classic (The Milwaukee Mile) (O)                            | 100    | Johnny Thomson | Kuzma-Offenhauser        |
| 3   | 19. Juni      | Langhorne 100 (Langhorne Speedway) (UO)                              | 100    | Jimmy Bryan    | Kuzma-Offenhauser        |
| 4   | 20. August    | Springfield 100 (Illinois State Fairgrounds) (UO)                    | 100    | Jimmy Bryan    | Kuzma-Offenhauser        |
| 5   | 28. August    | Milwaukee 250 (The Milwaukee Mile) (O)                               | 250    | Pat Flaherty   | Kurtis Kraft-Offenhauser |
| 6   | 5. September  | Ted Horn Memorial (DuQuoin State Fairgrounds) (UO)                   | 100    | Jimmy Bryan    | Kuzma-Offenhauser        |
| 7   | 5. September  | Pikes Peak Auto Hill Climb (BR)                                      | 12,42  | Bob Finney     | Lincoln                  |
| 8   | 10. September | Syracuse 100 (New York State Fairgrounds) (UO)                       | 100    | Bob Sweikert   | Watson-Offenhauser       |
| 9   | 17. September | Hoosier Hundred (Indiana State Fairgrounds) (UO)                     | 100    | Jimmy Bryan    | Kuzma-Offenhauser        |
| 10  | 16. Oktober   | Golden State 100 (California State Fairgrounds) (UO)                 | 100    | Jimmy Bryan    | Kuzma-Offenhauser        |
| 11  | 6. November   | Bobby Ball Memorial (Arizona State Fairgrounds) (UO)                 | 97     | Jimmy Bryan    | Kuzma-Offenhauser        |

- Erklärung: O: Oval, UO: unbefestigtes Oval, BR: Bergrennen

## Fahrer-Meisterschaft (Top 10)
| 1. | Bob Sweikert      | 2290   |
| 2. | Jimmy Bryan       | 1480   |
| 3. | Johnny Thomson    | 1380   |
| 4. | Tony Bettenhausen | 1060   |
| 5. | Andy Linden       | 1047,8 |

| 6.  | Jimmy Davies  | 890   |
| 7.  | Pat O’Connor  | 800   |
| 8.  | Pat Flaherty  | 790   |
| 9.  | George Amick  | 750   |
| 10. | Walt Faulkner | 447,5 |